# Кольчатый питон
Кольчатый питон (лат. Bothrochilus boa) — неядовитая змея из семейства питоновых, единственный вид рода Bothrochilus.

## Описание

### Внешний вид
Взрослые особи могут достигать в длину 152—183 см, обычно несколько мельче. Тело цилиндрическое, голова небольшая. Взрослые кольчатые питоны, как правило, темно-коричневого цвета с черными поперечными полосами или однотонные черновато-коричневые. Позади глаза обычно имеется светлое пятно. Молодые змеи окрашены гораздо ярче: поперечные полосы образуют у них чередующиеся блестящие черные и оранжевые или красно-коричневые кольца. Но эта яркая окраска исчезает примерно через год, когда змеи достигают половой зрелости. Чешуя с радужным отливом.

### Распространение
Встречается на Новой Гвинее, архипелаге Бисмарка и островах Токелау.

### Образ жизни
Биология вида изучена слабо. Обитает в тропических лесах, нередко встречается на окультуренных землях. Наземная роющая змея, активная ночью.

### Питание
Питается разнообразными позвоночными животными, в основном млекопитающими. Молодые питоны поедают ящериц и мелких грызунов.

### Размножение
Яйцекладущий вид.